# Ejército de Jordania
El Ejército de Jordania es la rama terrestre de las Fuerzas Armadas de Jordania. Fue creado en 1920, durante el Mandato Británico de Transjordania. El Ejército jordano participó en combates contra Israel en 1948, 1956, 1967 y 1973. El Ejército jordano también luchó contra los sirios y la OLP durante el Septiembre Negro, en 1970.

## Vehículos

### Carros de combate
| Nombre            | Origen            | Tipo                       | Unidades          | Fotografía        |
| Carros de combate | Carros de combate | Carros de combate          | Carros de combate | Carros de combate |
| ----------------- | ----------------- | -------------------------- | ----------------- | ----------------- |
| M60 Patton        | Estados Unidos    | Carro de combate principal | 182               |                   |
| M60A1             | Estados Unidos    | Carro de combate principal | 82                |                   |
| Challenger 1      | Reino Unido       | Carro de combate principal | 402               |                   |
| Chieftain         | Reino Unido       | Carro de combate principal | 364               |                   |
| Centurion         | Reino Unido       | Carro de combate principal | 293               |                   |

### Transportes blindados de personal
| Nombre                            | Origen                            | Tipo                              | Unidades                          | Fotografía                        |
| Transportes blindados de personal | Transportes blindados de personal | Transportes blindados de personal | Transportes blindados de personal | Transportes blindados de personal |
| --------------------------------- | --------------------------------- | --------------------------------- | --------------------------------- | --------------------------------- |
| M113                              | Estados Unidos                    | Transporte blindado de personal   | 1300                              |                                   |
| AIFV                              | Países Bajos                      | Transporte blindado de personal   | 213                               |                                   |
| ACV-300                           | Turquía                           | Transporte blindado de personal   | 100                               |                                   |
| FV103 Spartan                     | Reino Unido                       | Transporte blindado de personal   | 100                               |                                   |

### Vehículos de mando y control
| Nombre                       | Origen                       | Tipo                         | Unidades                     | Fotografía                   |
| Vehículos de mando y control | Vehículos de mando y control | Vehículos de mando y control | Vehículos de mando y control | Vehículos de mando y control |
| ---------------------------- | ---------------------------- | ---------------------------- | ---------------------------- | ---------------------------- |
| M577                         | Estados Unidos               | Vehículo de mando y control  | 300                          |                              |

### Vehículos de combate de infantería
| Nombre                             | Origen                             | Tipo                               | Unidades                           | Fotografía                         |
| Vehículos de combate de infantería | Vehículos de combate de infantería | Vehículos de combate de infantería | Vehículos de combate de infantería | Vehículos de combate de infantería |
| ---------------------------------- | ---------------------------------- | ---------------------------------- | ---------------------------------- | ---------------------------------- |
| AIFV                               | Países Bajos                       | Vehículo de combate de infantería  | 233                                |                                    |
| Ratel IFV                          | Sudáfrica                          | Vehículo de combate de infantería  | 341                                |                                    |
| BMP-2                              | Rusia                              | Vehículo de combate de infantería  | 35                                 |                                    |

### Vehículos de reconocimiento blindado y tanques ligeros
| Nombre                                                 | Origen                                                 | Tipo                                                   | Unidades                                               | Fotografía                                             |
| Vehículos de reconocimiento blindado y tanques ligeros | Vehículos de reconocimiento blindado y tanques ligeros | Vehículos de reconocimiento blindado y tanques ligeros | Vehículos de reconocimiento blindado y tanques ligeros | Vehículos de reconocimiento blindado y tanques ligeros |
| ------------------------------------------------------ | ------------------------------------------------------ | ------------------------------------------------------ | ------------------------------------------------------ | ------------------------------------------------------ |
| FV107 Scimitar                                         | Reino Unido                                            | Vehículo de reconocimiento blindadoTanque ligero       | 175                                                    |                                                        |
| FV101 Scorpion                                         | Reino Unido                                            | Vehículo de reconocimiento blindadoTanque ligero       | 50                                                     |                                                        |

## Artillería
| Nombre                   | Origen                  | Tipo                      | Unidades | Fotografía |
| ------------------------ | ----------------------- | ------------------------- | -------- | ---------- |
| Obús autopropulsado M109 | Estados Unidos          | Artillería autopropulsada | 341      |            |
| Obús autopropulsado M110 | Estados Unidos          | Artillería autopropulsada | 120      |            |
| Obús M102                | Estados Unidos          | Obús remolcado            | 54       |            |
| Obús M114 155 mm         | Estados Unidos          | Obús remolcado            | 18       |            |
| HIMARS                   | Estados Unidos          | Artillería de cohetes     | 12       |            |
| WM-120                   | República Popular China | Artillería de cohetes     | 24       |            |
| AB-19                    | Reino de Jordania       | Artillería de cohetes     | 32       |            |

## Defensa antiaérea
| Nombre         | Origen         | Tipo                                | Unidades | Fotografía |
| -------------- | -------------- | ----------------------------------- | -------- | ---------- |
| M163 Vulcan    | Estados Unidos | Artillería antiaérea autopropulsada | 181      |            |
| Tanque Guepard | Alemania       | Artillería antiaérea autopropulsada | 60       |            |
| ZSU-23-4       | Rusia          | Artillería antiaérea autopropulsada | 48       |            |
| 9K35 Strela-10 | Rusia          | Misil superficie-aire               | 50       |            |
| 9K33 Osa       | Rusia          | Misil superficie-aire               | 48       |            |